# 伤膝
傷膝是一個美国南达科他州香農縣的普查规定居民点 (CDP)。 2010年普查人口為382人。